# Sumitomo Sōko
Sumitomo Sōko (japanisch 株式会社住友倉庫 Sumitomo Sōko kabushiki-gaisha, englisch Sumitomo Warehouse Co., Ltd.) ist ein japanisches Logistikunternehmen. 
Das Unternehmen betreibt Lager und bietet Transportleistungen an. Sumitomo Sōko bietet darüber hinaus Logistikdienstleistungen für Häfen an und betreibt Containerterminals. Spezialisierungen bestehen im Bereich der Lagerung und des Versands von leicht zu beschädigenden oder werthaltigen Waren.
Sumitomo Sōko ist hauptsächlich innerhalb Japans aktiv, unterhält aber auch mehrere Tochtergesellschaften im Ausland. Die europäische Gesellschaft Sumitomo Warehouse (Europe) GmbH mit Sitz in Düsseldorf wurde 1982 gegründet und zählt nach eigener Aussage hauptsächlich japanische Unternehmen zu ihren Kunden. Die Sumitomo Warehouse (Europe) GmbH betreibt ein Lager in Antwerpen.